# Kropka kwantowa

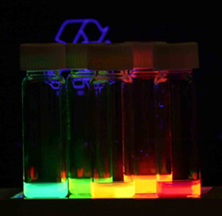
Koloidalne kropki kwantowe naświetlane światłem UV. Kropki kwantowe o różnej wielkości emitują różne kolory światła.

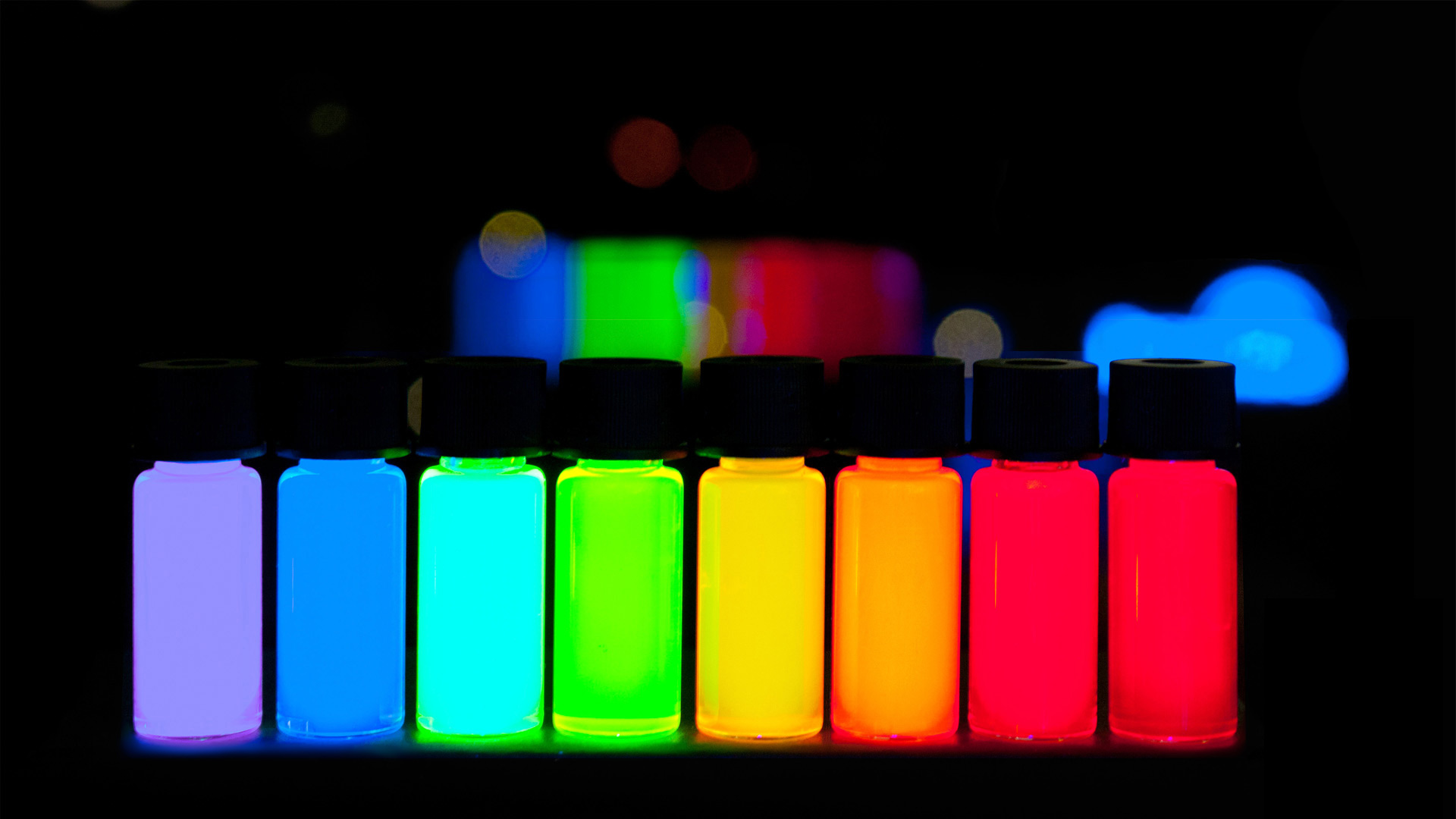
Kropki kwantowe o stopniowo zmieniającej się długości fali świetlnej: od fioletu do głębokiej czerwieni.

Kropka kwantowa – niewielki obszar przestrzeni ograniczony w trzech wymiarach barierami potencjału, nazywany tak, gdy wewnątrz uwięziona jest cząstka o długości fali porównywalnej z rozmiarami kropki. Oznacza to, że opis zachowania cząstki musi być przeprowadzony z użyciem mechaniki kwantowej.
Ograniczenie ruchu cząstki w trzech wymiarach oznacza kwantyzację w każdym z poszczególnych kierunków. Prowadzi to do sytuacji, gdy cząstka może znajdować się jedynie w pewnych stanach kwantowych, określonych równaniem Schrödingera. Tylko dobrze określone, dyskretne poziomy energetyczne mogą być zajęte przez cząstkę. Z tego powodu kropki kwantowe nazywa się czasem sztucznymi atomami.

## Badania
Na początku lat siedemdziesiątych XX w., prawie równocześnie w IBM oraz AT&T Bell Laboratories, wykonano pierwsze studnie kwantowe – struktury o liczbie wymiarów ograniczonej do dwóch. Ograniczenie ruchu nośników prądu w jednym kierunku w sposób naturalny powstaje w układzie, będącym tzw. heterostrukturą półprzewodnikową, składającą się z bardzo cienkiej warstwy (o grubości mniejszej niż długość fali materii typowego elektronu) półprzewodnika o małej wzbronionej przerwie energetycznej (obszar studni kwantowej), umieszczonej między dwiema warstwami wytworzonymi z materiału o dużej przerwie wzbronionej (tworzącymi obszary barier kwantowych). Ze względów energetycznych elektron przebywać może tylko w środkowym obszarze przestrzennym heterostruktury. Jego ruch w kierunku prostopadłym do płaszczyzny heterostruktury jest skwantowany, natomiast w jej płaszczyźnie jest kwaziswobodny. Głębokość takiej studni oraz jej szerokość określają dozwolone wartości energii nośników w niej uwięzionych. 
Parametrami tymi możemy sterować w przypadku technologii półprzewodnikowej poprzez  grubość materiału tworzącego studnie i skład materiału tworzącego bariery (czyli ułamkiem molowym x w przypadku barier z Ga(1-x)AlxAs). Obecnie stanowi to podstawę inżynierii elektronicznej. Poprzez dobór np. szerokości studni kwantowych, a więc efektywnej wymiarowości nośników, możemy wybierać długość fali światła emitowanego w akcie luminescencji w sposób pożądany w danym przyrządzie.
Na początku lat osiemdziesiątych postępujący rozwój technologii, a zwłaszcza bardzo precyzyjnych technik litograficznych, umożliwił związanie elektronów w strukturze kwazijednowymiarowej, czyli tzw. drucie kwantowym. Druty kwantowe wykonuje się w postaci miniaturowych pasków wytrawionych w próbce zawierającej studnię kwantową. Ze względu na 

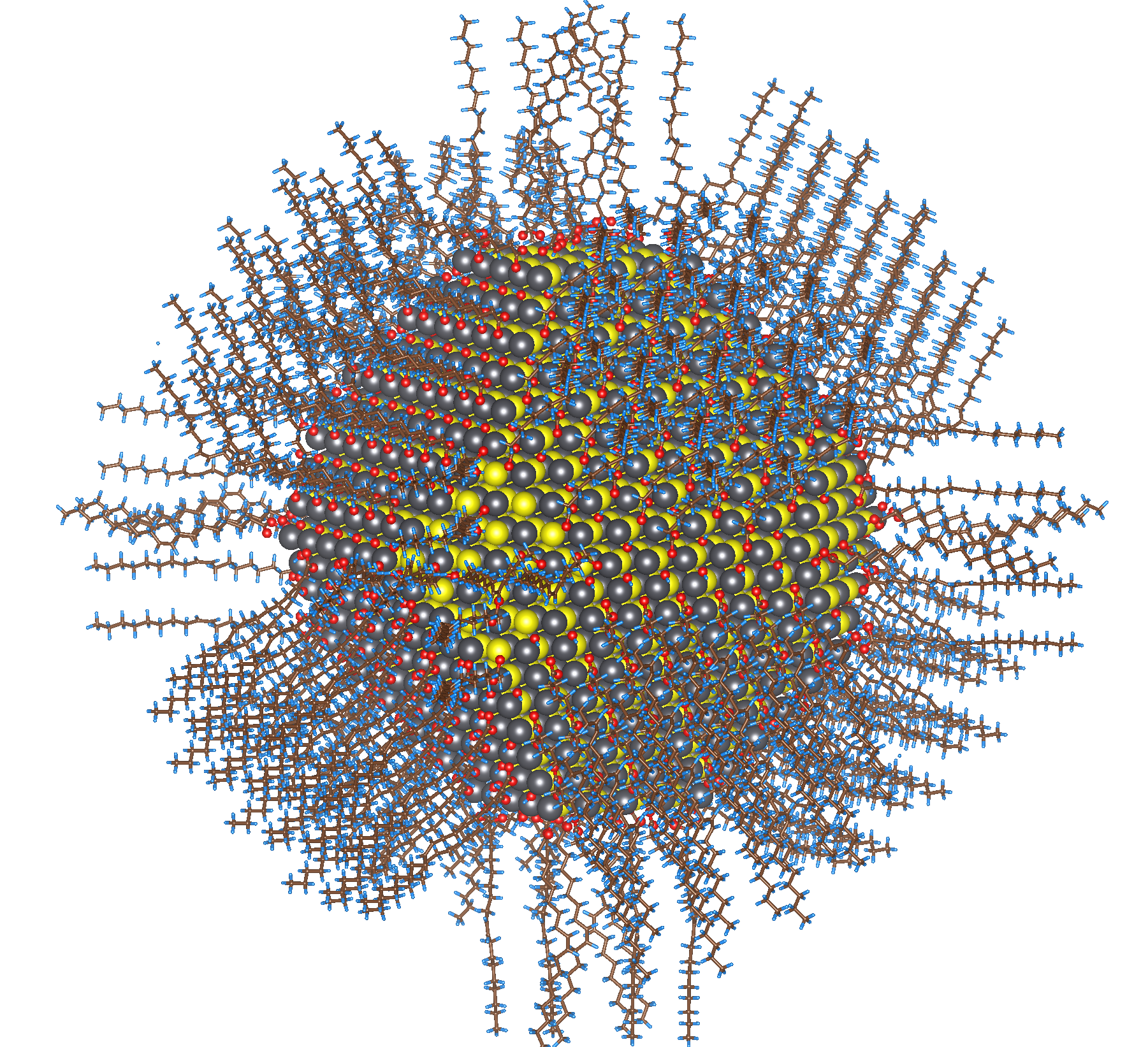
Wyidealizowany obraz koloidalnej nanocząstki siarczku ołowiu (seleniku) z całkowitą pasywacją kwasem oleinowym, aminą oleilową i ligandami hydroksylowymi (rozmiar ≈5 nm)

ograniczone możliwości litografii ich wymiary poprzeczne (10-500 nm) są zwykle wyraźnie większe niż grubość studni.
Całkowite zamrożenie swobodnego ruchu elektronów przez zamknięcie ich w kwazizerowymiarowej kropce kwantowej jako pierwszym powiodło się naukowcom z Texas Instruments Incorporated. W 1986 grupa Reeda opisała kwadratową kropkę kwantową o boku długości 250 nm, wytrawioną litograficznie. Niedługo później pojawiły się kolejne prace opisujące wykonanie tego typu kropek w innych ośrodkach. Średnice opisywanych kropek były już znacznie mniejsze i wynosiły 30-45 nm.
Czterech naukowców pracujących nad kropkami kwantowymi zostało uhonorowanych nagrodą Nobla: Klaus von Klitzing w 1986 roku za odkrycie całkowitego kwantowego zjawiska Halla w kwazidwuwymiarowym gazie elektronowym w strukturach MOS (metal-tlenek-półprzewodnik) oraz  Horst Störmer, Daniel C. Tsui i Robert B. Laughlin w 1998 roku za odkrycie i wytłumaczenie teoretyczne ułamkowego kwantowego efektu Halla.

## Zastosowania

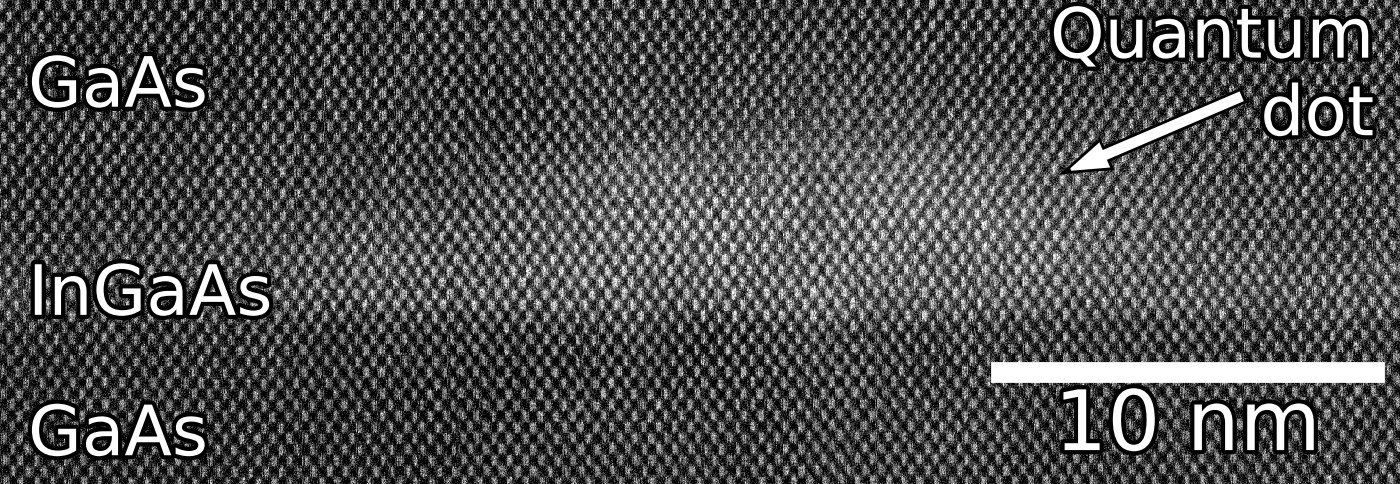
Rozdzielczość atomowa uzyskana za pomocą skaningowego mikroskopu transmisyjnego - obrazu arsenku indu i galu (InGaAs) kropka kwantowa umieszczona w arsenku galu (GaAs)

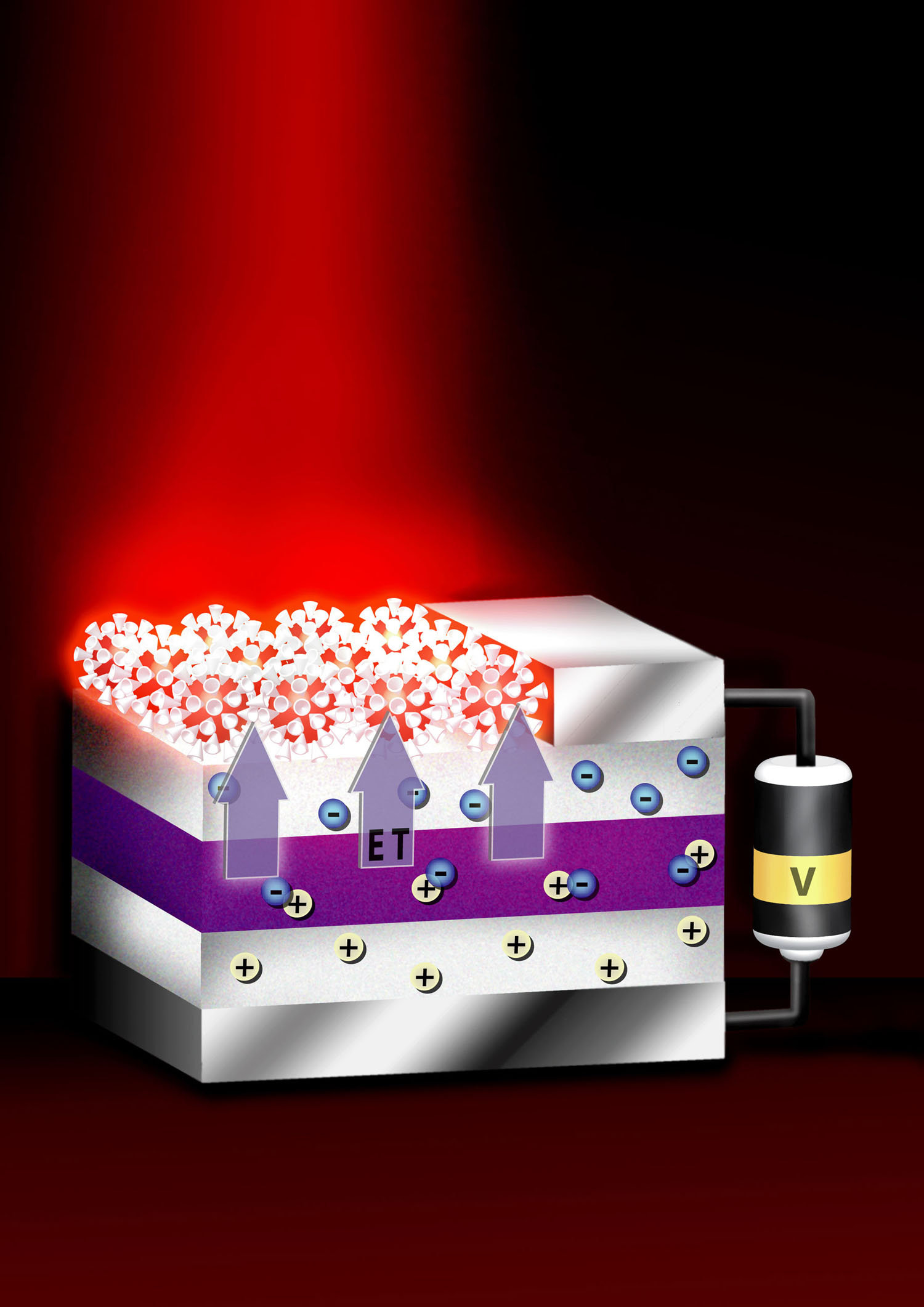
Urządzenie wytwarzające światło widzialne poprzez transfer energii z cienkich warstw studni kwantowych do kryształów znajdujących się nad warstwami.

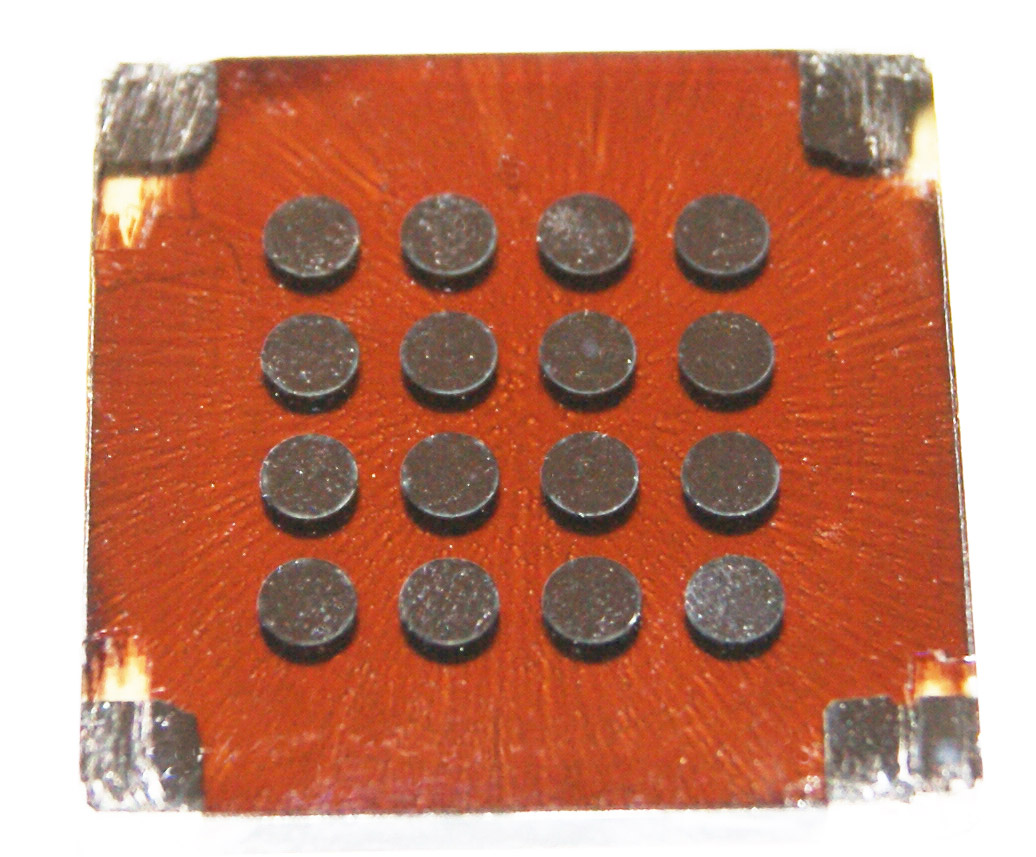
Ogniwo słoneczne z kropkami kwantowymi zbudowane przez Sargent Group na Uniwersytecie w Toronto. Metalowe dyski na przedniej powierzchni stanowią połączenia elektryczne z warstwami poniżej.

Badaniem kropek kwantowych naukowcy zajęli się w latach 70. XX wieku, sądząc, że umożliwią skonstruowanie nowych urządzeń elektronicznych lub optycznych. Jednak niewielu myślało o zastosowaniu tych obiektów w diagnostyce chorób lub do opracowania nowych leków. Nikt nie miał pojęcia, że kropki kwantowe pierwsze zastosowanie znajdą w biologii i medycynie. Stworzenie takich kropek sprawnie działających w układach biologicznych trwało jednak wiele lat.
Kropki kwantowe, ze względu na niezwykłe właściwości wynikające z rozmiarów nanometrowych, są znacznie bardziej stabilnymi i precyzyjnymi znacznikami, niż stosowane dotychczas w diagnostyce medycznej barwniki organiczne. Naukowcy podkreślają zgodnie, że osiągnięte dotychczas wyniki to tylko wierzchołek góry lodowej, którą stanowią wszystkie możliwości metody oznaczania immunofluorescencyjnego z wykorzystaniem kropek kwantowych.
Testy biologiczne na obecność lub aktywność poszukiwanych substancji są znacznie szybsze, czulsze i elastyczniejsze, gdy jako znaczniki zastosujemy kropki kwantowe. Kropki kwantowe mogą służyć do optycznego rozpoznawania składu genetycznego badanej próbki poprzez wytworzenie widmowych kodów paskowych. Lepsze testy genetyczne będą pomocne na przykład w wykryciu choroby we wczesnym stadium, kiedy znacznie łatwiej można ją wyleczyć.
Możliwości zastosowań kropek kwantowych w medycynie nie kończą się na widmowych kodach paskowych czy nanoznacznikach. W laboratoriach Uniwersytetu Kalifornijskiego w Davis trwają badania nad możliwością śledzenia wędrówki wirusa w organizmie za pomocą kropek kwantowych. Oświetlone promieniowaniem o określonej długości fali kropki kwantowe, złożone z m.in. z atomów złota lub krzemu, emitują wyraźne światło umożliwiające prześledzenie położenia (bądź trasy wędrówki) cząsteczek wirusa we wnętrzu żywej tkanki. Badania te są szczególnie istotne w przypadku wirusa HIV, który corocznie zabija ponad trzy miliony osób (liczba ta stale wzrasta). Ponadto kropki kwantowe mogą służyć jako doręczyciele mikroskopijnych porcji leków do chorych komórek. Cząsteczki tradycyjnych leków działają na określone grupy komórek organizmu, jednak poruszają się często na oślep. Nie każda z molekuł leku wypełnia misję leczniczą – te zagubione wędrują po organizmie, wywołując niepożądane skutki uboczne. Prawdziwym przełomem będzie więc powstanie skutecznych nanourządzeń, dostarczających porcje leków bezpośrednio do komórek dotkniętych chorobą i, co równie ważne, pokonujących bariery nieprzekraczalne przy wykorzystaniu dotychczasowych metod leczenia. Kropki kwantowe umieszczone w otoczce proteinowej należą do nowej, intensywnie rozwijanej klasy urządzeń określanych skrótem bioMEMS.
Wszystkie te argumenty wskazują na fakt, że odkrycie kropek kwantowych może stać się przełomem w diagnostyce medycznej. Pojawiają się jednak doniesienia, wskazujące też na możliwe zagrożenia, wynikające z zastosowania kropek kwantowych i nanotechnologii w ogóle. Naukowcy z Uniwersytetu Stanu Karolina Północna stwierdzili, że kropki kwantowe mogą przenikać przez skórę, która została uszkodzona, np. przez otarcie czy niewielką nawet rankę. Badali krótkoterminowe oddziaływanie kropek kwantowych na skórę i organizm szczurów. Nie penetrowały one ich skóry, dopóki nie była uszkodzona. Jednak już niewielkie nawet skaleczenie czy zadrapanie powodowało, że cząsteczki przenikały przez skórę, docierając nawet do systemu krwionośnego.

## Realizacja materiałowa
Przez długi czas kropki kwantowe były tworem teoretycznym. Wraz z rozwojem technologii układania cienkich warstw (epitaksja z fazy gazowej z użyciem związków metaloorganicznych, epitaksja z wiązek molekularnych) stało się możliwe kontrolowanie procesu wzrostu kryształów, a także możliwości techniczne tworzenia kropek kwantowych. Do najważniejszych metod wytwarzania kropek kwantowych w laboratoriach można zaliczyć:
- kropki spontaniczne – powstają na granicy faz półprzewodników hodowanych metodą MBE (self-assembled quantum dots, SAQD), gdzie geometryczne nierówności służą relaksacji napięcia spowodowanego różnicą stałych sieci (metoda Stranskiego-Krastanowa)
- nanokryształy – przez ograniczenie ruchu elektronu przez granice kryształu
- kropki elektrostatyczne – w dwuwymiarowym gazie elektronowym na granicy faz półprzewodnikowych ogranicza się ruch lokalnie zubażając materiał poprzez przyłożenie napięcia do bramek metalicznych, znajdujących się w pobliżu (nie nadają się do konstrukcji laserów, bo chwytają tylko elektron albo tylko dziurę, więc nie jest możliwe uwięzienie ekscytonu)
- kropki trawione, struktury zawierające studnie kwantowe wytrawione do postaci walców, np. za pomocą litografii elektronowej
- lokalizacje naprężeniowe – powstają w wyniku pojawienia się naprężeń w związku z nakładaniem materiałów prowadzących do powstania naprężenia, a w związku z tym występuje lokalna zmiana struktury energetycznej
- fluktuacje szerokości studni kwantowej – nierówności interfejsu studni kwantowej powodują zmianę potencjału lokalizującego, możliwe jest uwięzienie ekscytonu
- fluktuacje składu cienkiej studni kwantowej – w cienkich studniach kwantowych, w pewnych warunkach wzrostu, może dojść do fluktuacji gęstości składnika studni kwantowej, np. indu w studni InAs bariery z GaAs, w związku z tym pojawiają się obszary o większej gęstości występowania indu oraz o mniejszej, co prowadzi do lokalizacji nośników.